# 类霹雳薹草
类霹雳薹草（学名：Carex subperakensis）为莎草科薹草属的植物。分布在中国大陆的福建等地，生长于海拔900米的地区，见于林下，目前尚未由人工引种栽培。